# Niklas Wagener

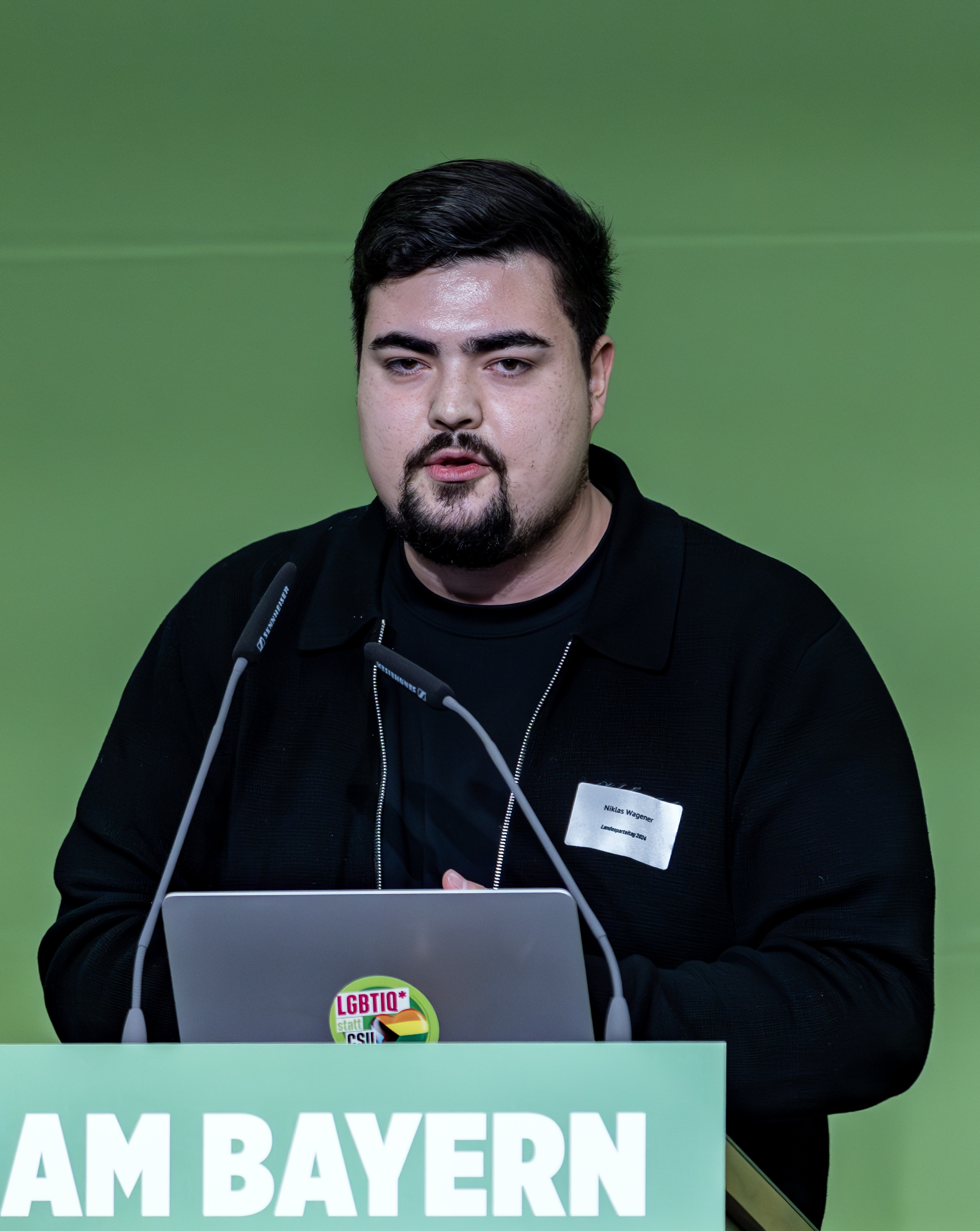
Niklas Wagener (2024)

Niklas Wagener (* 16. April 1998 in Aschaffenburg) ist ein bayerischer Politiker (Bündnis 90/Die Grünen). Seit 2021 ist er Mitglied des Deutschen Bundestages und waldpolitischer Sprecher seiner Fraktion.

## Persönlicher Werdegang
Wagener wuchs im Aschaffenburger Stadtteil Schweinheim auf. Er besuchte bis 2016 das Kronberg-Gymnasium Aschaffenburg und studierte anschließend bis 2020 Forstwirtschaft an der HAWK Göttingen.

## Politischer Werdegang

### Partei
2013 gründete er den Kreisverband der Grünen Jugend in Aschaffenburg, dessen Sprecher er bis 2016 war. Zwischen 2016 und 2017 war er Mitglied im Landesvorstand der Grünen Jugend Bayern, anschließend bis 2019 Mitglied im Bundesvorstand der Grünen Jugend.

### Stadtrat
Wagener ist seit 2020 Mitglied im Stadtrat von Aschaffenburg.

### Deutscher Bundestag
Bei der Bundestagswahl 2017 kandidierte Wagener erfolglos für den Wahlkreis Aschaffenburg als Direktkandidat und auf der Landesliste der bayerischen Grünen.
Bei der Bundestagswahl 2021 kandidierte Wagener als Direktkandidat im Wahlkreis Aschaffenburg und auf Listenplatz 14 der bayerischen Grünen und zog über die Landesliste in den 20. Deutschen Bundestag ein. Er ist Ordentliches Mitglied im Ausschuss für Ernährung und Landwirtschaft und im Verteidigungsausschuss. Außerdem ist Wagener ein Schriftführer im Deutschen Bundestag und stellvertretendes Mitglied im Ausschuss für Tourismus.
Bei der Bundestagswahl 2025 kandidierte er erneut im Wahlkreis Aschaffenburg, landete aber mit 11,8 Prozent der Erststimmen nur auf dem vierten Platz. Über die Landesliste Bayern der Grünen zog er in den 21. Deutschen Bundestag ein. Er ist Mitglied im Ausschuss für Landwirtschaft, Ernährung und Heimat sowie im Verteidigungsausschuss. Außerdem ist er Schriftführer.
Niklas Wagener ist Mitglied der Parlamentariergruppe der überparteilichen Europa-Union Deutschland, die sich für ein föderales Europa und den europäischen Einigungsprozess einsetzt.

## Politische Positionen
Der Forstwirt und waldpolitische Sprecher der Grünen im Bundestag, Niklas Wagener, warf Rainer „Leere und Konzeptlosigkeit“ vor. Besonders kritisierte er Kürzungen beim Bundesprogramm Ländliche Entwicklung: „Regionale Verarbeitung ermöglicht kurze Wege, bessere Produkte und widerstandsfähigere Systeme.“ Außerdem macht er sich für einen regionalen Schlachthof in seinem Wahlkreis stark.